# جيم ريتشارد ويلسون
جيم ريتشارد ويلسون (بالإنجليزية: Jim Richard Wilson)‏ هو أمين متحف أمريكي، ولد في 1952 في الولايات المتحدة، وتوفي في 13 يوليو 2014 في ألباني في الولايات المتحدة.